# Rolls-Royce Dawn
O Rolls-Royce Dawn é um grã-turismo conversível de luxo fabricado pela Rolls-Royce Motor Cars. Foi anunciado no Salão do Automóvel de Frankfurt de 2015.